# Staatsformmerkmal
Staatsformmerkmal je pojem německého státního práva - v českém kontextu ústavního práva -  a státovědy. Jedná se o základní znak státní formy, německé státní právo používá častěji synonymní označení Staatsstrukturprinzip a verfassungsgestaltende Grundentscheidung. Jde o znaky, které určují základní podobu, fungování a principy státu. 

## Německo
Německá ústava obsahuje následující znaky v článku 20.
- demokratická forma vlády
- republikánské zřízení
- spolkové zřízení
- sociální stát
- právní stát

Čl. 28, odst. 1 ústavy tyto znaky stanoví jako závazné i na zemské úrovni (princip ústavní stejnorodosti). Čl. 23, odst. 1 tyto znaky spojuje i s procesem a naplňováním evropské integrace (zmocnění k integraci). Základní znaky státu jsou chráněny klauzulí nezměnitelnosti obsaženou ve článku 79, odst. 3, což znamená, že nemohou být ani ústavní cestou měněny či odstraněny. 